# آندره فورچون دوم
آندره فورچون دوم (انگلیسی: Andre Fortune II؛ زادهٔ ۳ ژوئیهٔ ۱۹۹۶) بازیکن فوتبال اهل ایالات متحده آمریکا است.
از باشگاه‌هایی که در آن بازی کرده‌است می‌توان به اشاره کرد.
وی همچنین در تیم‌های ملی فوتبال ایالات متحده آمریکا، ترینیداد و توباگو، و ترینیداد و توباگو، و ترینیداد و توباگو، بازی کرده‌است.